# Habjanovci
Habjanovci – wieś w Chorwacji, w żupanii osijecko-barańskiej, w gminie Bizovac. W 2011 roku liczyła 460 mieszkańców.